# Parapales sturmioides
Parapales sturmioides là một loài ruồi trong họ Tachinidae.